# 興登堡赫厄山

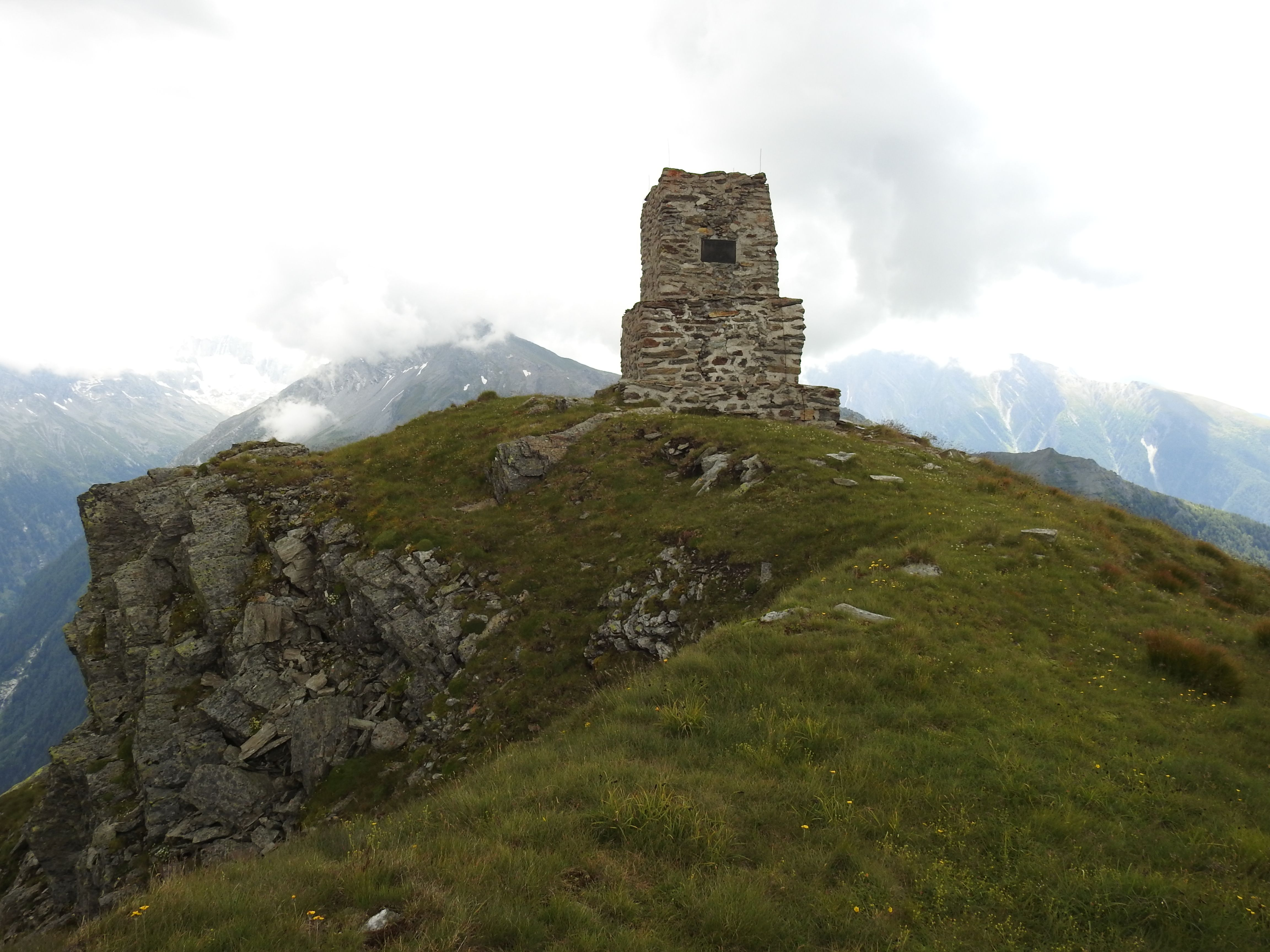

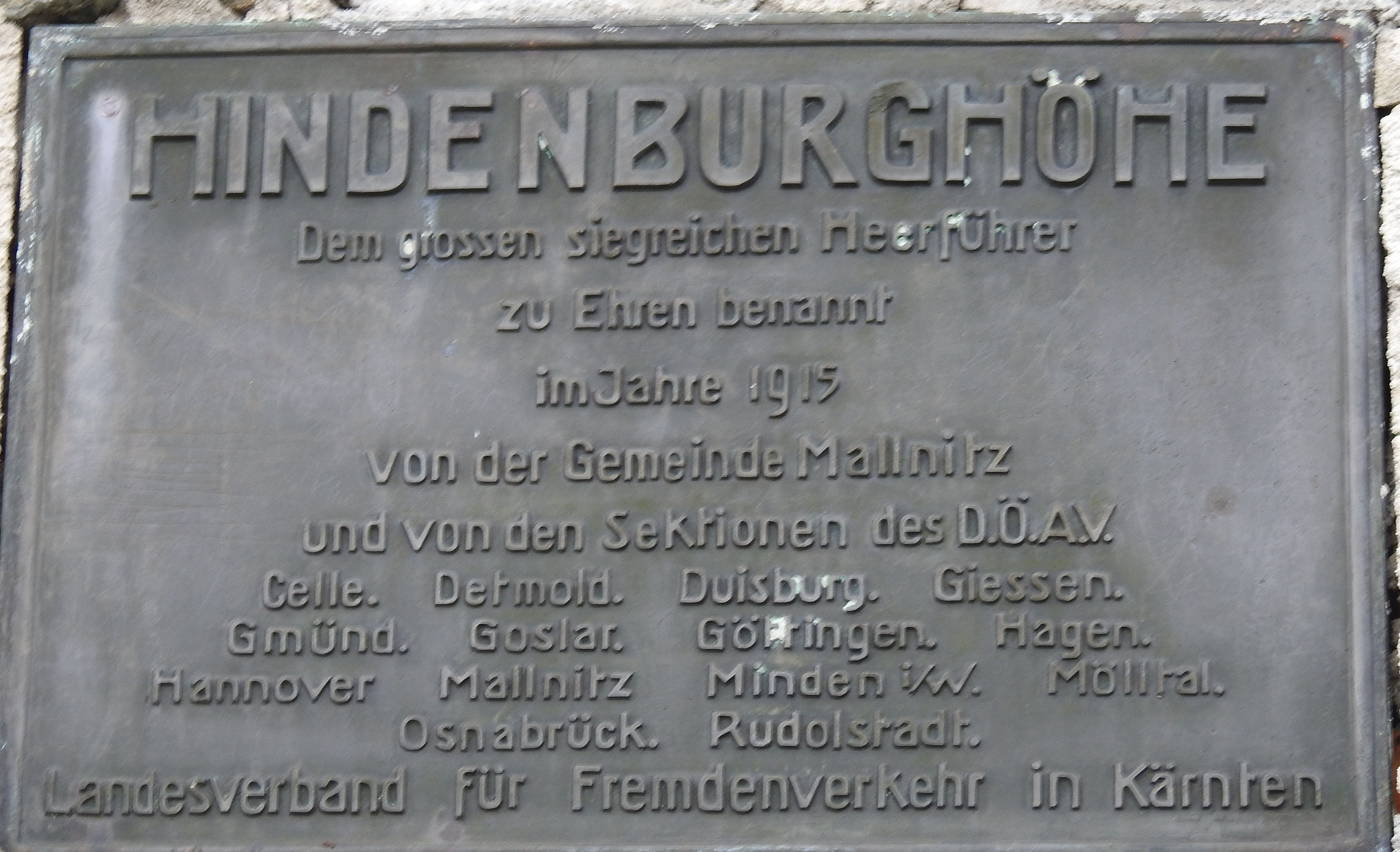

47°0′36″N 13°9′24″E / 47.01000°N 13.15667°E
興登堡赫厄山（德語：Hindenburghöhe），是奧地利的山峰，位於該國南部，由克恩頓州負責管轄，屬於安科格爾山脈的一部分，處於馬爾尼茨以北，海拔高度2,315米。